# Powiat Putnok
Powiat Putnok (węg. Putnoki járás) – jeden z piętnastu powiatów komitatu Borsod-Abaúj-Zemplén na Węgrzech. Siedzibą władz jest miasto Putnok.

## Miejscowości powiatu Putnok
- Aggtelek
- Alsószuha
- Bánréve
- Dövény
- Dubicsány
- Felsőkelecsény
- Felsőnyárád
- Gömörszőlős
- Hét
- Imola
- Jákfalva
- Jósvafő
- Kánó
- Kelemér
- Királd
- Putnok
- Ragály
- Sajómercse
- Sajónémeti
- Sajópüspöki
- Sajóvelezd
- Serényfalva
- Szuhafő
- Trizs
- Zádorfalva
- Zubogy